# Warhammer 40,000: Darktide
Warhammer 40,000: Darktide – komputerowa gra akcji wyprodukowana przez Fatshark i wydana 30 listopada 2022 roku na system Microsoft Windows. Gra została osadzona w uniwersum Warhammera 40,000, a jej akcja rozgrywa się na fikcyjnej planecie Atoma Prime, w kopcu Tertium.
Gra spotkała się z pozytywnym odbiorem recenzentów, uzyskując średnią wynoszącą 74/100 punktów według serwisu Metacritic.

## Rozgrywka
Darktide to kooperacyjna gra akcji rozgrywana z perspektywy pierwszej osoby. Po uruchomieniu gry, postać trafia na stację kosmiczną Mourningstar, na której można m.in. wybrać misję i kupić nowy ekwipunek. Po wybraniu zadania grupa graczy przenosi się na obszar misji, gdzie musi dostać się do określonej lokalizacji, wykonać tam wyznaczone zadanie i ewakuować się na stację. Gracze tworzą czteroosobową drużynę ocalałych, która musi przebić się przez obszary i pokonać fale wrogów. Członkowie drużyny są kontrolowani przez graczy lub boty w zależności od dostępności uczestników. Każda z dostępnych klas postaci posiada samoregenerującą się tarczę. Gracz może walczyć zarówno bronią białą jak i na dystans.

## Produkcja
Prace nad grą zostały ogłoszone w lipcu 2020 roku podczas prezentacji Xbox Series X/S, a twórcy udostępnili zwiastun i zapowiedzieli datę wydania na 2021 rok. Zwiastun rozgrywki został pokazany w grudniu 2020 roku, w którym zaprezentowano mechanikę walki. Twórcy skomentowali, że Darktide ma być mniej skoncentrowany na walce w zwarciu niż Vermintide 2, zbliżając się do podziału 50/50 między walką bronią białą i dystansową.
W lipcu 2021 roku twórcy ogłosili, że w związku z utrudnieniami wynikającymi z pandemii COVID-19 data wydania została przesunięta z 2021 roku na wiosnę 2022 roku. Data premiery została ponownie przesunięta na 13 września 2022 roku. Później ogłoszono kolejne opóźnienie przesuwające wydanie na 30 listopada 2022 roku.
W okresie od 14 do 16 października 2022 roku umożliwiono niektórym graczom przetestowanie zamkniętej wersji beta. Wersja na Xbox Series X/S zostanie ujawniona w późniejszym terminie. Sklep Merchoid wydał świeczkę z Darktide o zapachu miasta Tertium.